# حملة وليام جينينغز براين الانتخابية الرئاسية عام 1896
حملة وليام جينينغز براين الرئاسية عام 1896، ولى وليام جينينغز براين دون جدوى لرئيس الولايات المتحدة. حصل بريان، وهو عضو ديمقراطي سابق في الكونجرس من ولاية نبراسكا، على ترشيح حزبه للرئاسة في يوليو من ذلك العام بعد إضفاء الحيوية على المؤتمر الوطني الديمقراطي من خلال خطابه حول الصليب الذهبي. هزم في الانتخابات العامة من قبل المرشح الجمهوري، حاكم أوهايو السابق وليام ماكينلي.
ولد براين عام 1860، وترعرع في إلينوي الريفية وانتقل عام 1887 إلى نبراسكا، حيث مارس القانون ودخل السياسة. فاز في انتخابات مجلس النواب في عام 1890، وتمت إعادة انتخابه في عام 1892، قبل تصعيد مجلس الشيوخ غير الناجح في الولايات المتحدة. وضع نصب عينيه منصبه الأعلى، معتقداً أنه يمكن أن ينتخب رئيسًا عام 1896 على الرغم من أنه ظل شخصية ثانوية نسبيًا في الحزب الديمقراطي. تحسبًا للحملة الرئاسية، أمضى الكثير من عام 1895 وأوائل عام 1896 في إلقاء الخطب في جميع أنحاء الولايات المتحدة. فازدادت مصداقيته وشعبيته في حزبه.
غالبًا ما تحدث برايان عن مسألة العملة. ففي عام 1893 ترك الذعر الاقتصادي الأمة في حالة ركود عميق، والتي استمرت حتى أوائل عام 1896. ويعتقد بريان والعديد من الديمقراطيين الآخرين أن الضيق الاقتصادي يمكن أن يعالج من خلال العودة إلى الثنائيات أو الفضة الحرة وهي سياسة يعتقدون أنها ستضخم العملة وتسهل على المدينين سداد القروض. ذهب بريان إلى المؤتمر الديمقراطي في شيكاغو كمرشح غير معلن، أعطته الصحافة فرصة ضئيلة فقط ليصبح مرشح الحزب الديمقراطى. خطابه «الصليب من الذهب»، الذي أُعطي لاختتام النقاش حول المنصة الحزبية، حوّله على الفور إلى المرشح المفضل للترشيح، وفاز به في اليوم التالي. وقد رشح الديمقراطيون آرثر سيول، وهو مصرفي ثري من شركة ماين وبناة السفن، لنائب الرئيس. أيد بريان الحزب اليساري الشعبي (الذي كان يأمل في ترشيح المرشح الوحيد الذي يدعم الفضة) لمنصب الرئيس، لكنه وجد سيول غير مقبول، مستبدلاً توماس واتسون من جورجيا.
بعد أن تخلى عنها العديد من قادة الحزب والصحف الداعمة للذهب بعد مؤتمر شيكاغو، فقام بريان بجولة واسعة بالسكك الحديدية لإحضار حملته إلى الناس. التي تحدث حوالي 600 مرة إلى ما يقدر بـ 5000,000 مستمع. وركزت حملته على الفضة، وهي القضية التي فشلت في جذب الناخب المديني، وتم هزمه. 
يُنظر إلى سباق عام 1896 بشكل عام على أنه انتخابات إعادة تنظيم. تحالف الأثرياء والطبقة الوسطى والناخبين في المناطق الحضرية الذين هزموا براين أبقوا الجمهوريين في السلطة معظم الوقت حتى عام 1932. على الرغم من هزيمتهم في الانتخابات، فإن حملة بريان جعلته شخصية وطنية، وبقي فيها حتى وفاته عام 1925.

## المرجعية

### بريان
•.
براين ولد وليام جينينغز برايان في ريف سالم بولاية إلينوي في عام 1860. كان والده سيلاس بريان، ديمقراطيًا من جاكسون، وقاضًا، ومحامًا، وناشطًا محليًا. وبوصفه نجل القاضي، بأنه كان لدى برايان الأصغر فرصة كبيرة لمراقبة فن صنع الكلام في قاعات المحاكم، والتجمعات السياسية، وفي اجتماعات الكنيسة والإحياء. ففي أمريكا ما بعد الحرب الأهلية، كان جدير بالثقة للغاية، وأظهر برايان الاستعداد لذلك منذ سن مبكرة، وتربى في منزل والده في سالم. في عام 1877، إلتحق بكلية إلينوي، وكرّس نفسه للفوز بجائزة المدرسة للتحدث. وقد فاز بالجائزة في سنته الأولى، وحاز على مشاعر ماري بيرد، وهي طالبة في أكاديمية نسائية قريبة. وأصبحت زوجته، وكانت مساعدته الرئيسية طوال حياته المهنية
اثناء حضوره لكلية الحقوق من عام 1881 إلى عام 1883 . كان بريان كاتب لعضو مجلس الشيوخ السابق في الينوى (ليمان تريم بول) وبريان كان متأثرا بقوة الحركة الانجيلية الناشئة من قبل نشطاء بروتستانتي التي تسعى إلى علاج مشاكل اجتماعية مثل الفقر. ويبحث عن المدينة المتنامية التي يمكن للممارسة ان تزدهر. وانتقل إلى لينكولن، نبراسكا في عام 1887 .
بريان سرعان ما أصبح بارز في لينكون كمحام ومتحدث عام واصبح يعرف باسم «صبى الخطيب في بلات» في عام 1890 وقال انه موافق على الترشح للاجتماع ضد ويليم كونل، الذي كان قد فاز بالمقعد المحلى بالكونجرس في عام 1888. وفي ذلك الوقت، كان تعانى نبراسكا من الأوقات الصعبة حيث كثير من المزارعين لديهم صعوبات ونتيجة لذلك انتهى بانخفاض أسعار الحبوب والكثير من الأمريكيين كانت ساخط مع قائمة اثنين من الأحزاب السياسية الرئيسية.و نتيجة لذلك، خيبة امل المزارعين وغيرها شكلت حزب يساري جديد الذي جاء يعرف بشعبية الحزب، وفي الشعبية المقترحة على حد سواء أكبر سيطرة للحكومة على الاقتصاد (وتدعو الحكومة إلى ملكية بعض السكك الحديدية) وإعطاء سلطة الشعب على الحكومة عن طريق الاقتلاع السرى، والانتخاب المباشر من الولايات المتحدة الأمريكية وإعطاء مجلس الشيوخ (و الذين كانوا حتى عام 1913 انتخاب من قبل الحكومة التشريعية) واستبدال الانتخابات الكلية مع مباشرة انتخاب الرئيس ونائب الرئيس من قبل التصويت الشعبي وأعضاء الحزب في كثير من الدول، بما في ذلك نبراسكا. و طالبة التضخم من العملة من خلال إصدار الورقة أو العملة الفضة مما يتيح سهولة سداد الديون.
وبعد ان كان المرشح مدعوم من قبل الوليدة الشعبية. انسحب بريان وهزم كونل عن المقعد بنسبة 6.700 من الأصوات (ما يقرب من مضاعفة كونل) على هامش عام 1888 . وتلقى الدعم من خلال الشعبية.
في الكونجرس أشار بريان إلى سبل ووسائل قوية اللجنة واصبح كبير المتحدثين حول الرسوم الجمركية والإجابة على الأسئلة حول المال وقدم عدة مقترحات مباشرة لانتخاب أعضاء مجلس الشيوخ والقضاء على الرسوم الجمركية والحواجز في الصناعات و تهمين الاحتكارات أو الصناديق.
هذه الدعوة واصلة المساهمات في النجاح من أصحاب مناجم الفضة وإعادة محاولة الانتخاب عام 1892

### Economic depression; rise of silver

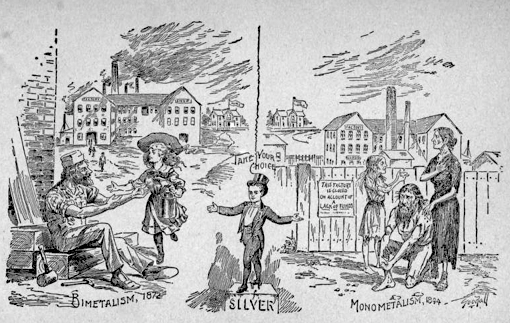
An illustration from Coin's Financial School; the young Coin (center) invites the reader to choose prosperity with free silver, or ruin with the gold standard.

قانون بلاند أليسون لعام 1878و قانون شيرمان لشراء الفضة لعام 1890 يتطلب من الحكومة شراء كميات كبيرة من الفضة وضربها في العملات.لقد تمت التسوية بين الفضة الحرة ومعيار الذهب. بريان، الذي تم انتخابه بعد اقرار التشريع الاخير. لم يكن لديه ما يقوله في هذا الموضوع.كانت الفضة الحرة مشعورة بشكل كبير بين نبراسكا، بالرغم من معارضة العديد من الديمقراطين الاقوياء لها.بعد انتخابه للكونغرس، درس بريان مسألة العملة بحرص، واصبح يؤمن بالفضة الحرة. ورأى أيضا قوتها السياسية. وبحلول عام 1893، أصبح برايان من المؤيدين الرئيسيين للفضية الحرة، حيث قال في خطاب له في سانت لويس إن معيار الذهب ينكمش"مما يجعل الرجل يدفع أكثر مما اقترضه" إذا سمح بهذه السرقة، سوف تدمر المزارع وتعانى المدن"
في الوقت الذي تولى فيه كليفلاند منصبه كرئيس في مارس 1893، كانت هناك علامات تراجع اقتصادي.تطلب قانون شيرمان من الحكومة دفع الذهب مقابل العملات الورقية والفضية، وخلال الأشهر الأولى من عام 1893 تدفق الذهب من الخزينة. في 22 أبريل 1893، انخفض مقدار الذهب في الخزانة إلى أقل من 100 مليون دولار للمرة الأولى منذ عام 1879، مما زاد من القلق. أدت الشائعات بأن الأوروبيين كانوا على وشك استرداد مبلغ كبير من الذهب مما اثر باسلب على سوق الاوراق المالية. حالة من الذعر بداية من 1893اغسطس، العديد من الشركات قد أفلست، وعقدت جلسة خاصة للكونغرس، ودعا كليفلاند لإلغاء قانون شراء الفضة. تحدث برايان، الذي كان لا يزال في الكونجرس، ببلاغة ضد الإلغاء، لكن كليفلاند أجبره على ذلك. موقف الرئيس غير المتهاون بالذهب إلى إقصاء الكثيرين في حزبه (معظم الديمقراطيين الجنوبيين والغربيين كانوا مؤيدين للفضة). فشل الاقتصاد في التحسن، وعندما أرسل الرئيس في عام 1894 قوات فيدرالية إلى ولاية إيلينوي لتفريق إضراب بولمان، أثار غضب الديمقراطيين. في أواخر عام 1894، بدأ الديمقراطيون المؤيدون للفضة بتنظيم أنفسهم على أمل السيطرة على الحزب من كليفلاند وغيرهم من الديمقراطيين وترشيح مرشح فضي في عام 1896. وفي ذلك، قادهم حاكم إلينوي جون بيتر ألغغيل، الذي عارض كليفلاند على ضربة بولمان. فقد الديمقراطيون السيطرة على مجلسي الكونجرس في انتخابات التجديد النصفي عام 1894، مع عدد من الولايات الجنوبية، التي عادة ما تكون صلبة بالنسبة للديمقراطيين، منتخبة أعضاء في الكونغرس من الحزب الجمهوري أو الشعبوي.

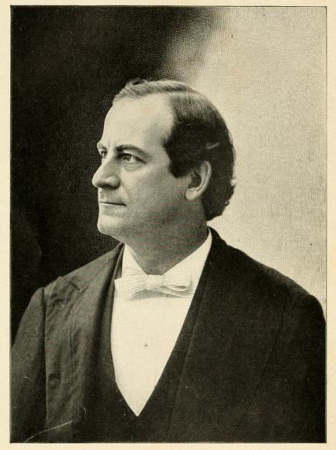
Bryan in 1896

في مارس 1895، في نفس الشهر الذي غادر فيه الكونغرس، مرّ بريان بعيد ميلاده الخامس والثلاثين، مما جعله مؤهلًا دستوريًا للرئاسة. بحلول ذلك الوقت، جاء لرؤية ترشيحه لهذا المنصب قدر الإمكان، حتى من المحتمل. كان بريان يعتقد أنه يمكنه استخدام تقنيات بناء التحالف التي كان قد تقدم بها في الفوز بالانتخابات، الأمر الذي أدى إلى توحيد القوى المؤيدة للفضة وراءه للحصول على ترشيح الحزب الديمقراطي والرئاسة. ولهذه الغاية، كان من المهم الا يقوم الشعبويون بترشيح مرشح فضي منافس، وقد بذل جهودًا كبيرة من أجل إقامة علاقات جيدة مع الزعماء الشعبويين. خلال عام 1895 وأوائل 1896، سعى برايان إلى جعل نفسه معروفًا على نطاق واسع كمدافع عن الفضة قدر الإمكان. كان قد وافق على تحرير الاسمية لأوماها ورلد هيرالد في أغسطس 1894. لم ينطوي المنصب على واجبات يومية، لكن سمح له بنشر تعليقاته السياسية. في خلال 17 شهرًا بين رحيله عن الكونغرس والمؤتمر الوطني الديمقراطي في يوليو 1896، سافر برايان على نطاق واسع عبر الجنوب والغرب، متحدثًا عن الفضة. وفي كل محطة، أجرى اتصالات التي كان يزرعها فيما بعد. عدة مرات، في عناوينه، كرر برايان الاختلافات في الخطوط التي تحدث بها في الكونغرس في ديسمبر 1894، منتقدًا معيار الذهب، «لن أساعد في صلب البشرية على صليب من الذهب. لن أساعدهم في الضغط على الجبين النازف من عمل هذا تاج من الشوك»

وصف المؤرخ اتش. واين مورغان بريان:
خلال أوائل عام 1896، سعى بريان بهدوء إلى الترشيح. يعتمد أي ترشيح ممكن على أنصار الفضة الذين ينجحون في انتخاب الجزء الأكبر من مندوبي المؤتمر؛ ووفقا لذلك دعم براين هذه الجهود. كما أبقى على اتصال مع الثوار الفضيين في أحزاب أخرى، يأمل في جمعهم بعد الترشيح. حملته كانت ضعيفة، دون دعاية مفرطة: حيث لم يرغب بريان في جذب انتباه المزيد من المرشحين البارزين. لكنه استمر في إلقاء الخطب، وجمع نفقات سفره، وغالباً ما تكون رسوم التحدث، من أولئك الذين دعوه.
واجه بريان عدد من العيوب في السعي للفوز بترشيح الحزب الديمقراطي: كان معروف قليلا بين الأميركيين الذين لم يتبعوا السياسة عن كثب، لم يكن لديه مال ليصب في حملته الانتخابية، أنه كان يفتقر إلى الوظائف العامة، وكان قد تكبد عداوة كليفلاند وإدارته من خلال موقفه من الفضة وغيرها من القضايا. كانت هناك ميزة ضئيلة للحزب الديمقراطي في ترشيح مرشح من ولاية نبراسكا، وهي ولاية صغيرة بها السكان الذين لم يصوتوا قط لصالح ديمقراطي. كما اجتمعت اتفاقيات الدولة لترشيح المندوبين إلى المؤتمر الوطني في يوليو، وفي معظم الأحيان، أيدوا الفضة، وأرسلوا رجال فضية إلى شيكاغو. حقق الديمقراطيون الذهبيون نجاح في الشمال الشرقي وفي أماكن أخرى قليلة. معظم اتفاقيات الولاية لم تلزم أو «توعز» مندوبيها بالتصويت لمرشح معين للترشيح. تم دعم هذه الدورة بقوة من قبل براين. بمجرد اختيار المندوبين، كتب بريان إلى مسؤولي الحزب وحصل على قائمة. وأرسل نسخًا من خطاباته وقصصه من ورلد هيرالد، وصورته لكل مندوب.
وفي يوليو عام 1986 توفي معلم بريان الكبير سنا، السيناتور السابق ترامبل؛ وتوفيت والدتها أيضا فجأة في نفس يوم جنازته بسالم. وتحدثت بريان في يوم جنازتها مقتبسة من تيموثي الثاني: «لقد حاربت بشكل جيد، وأديت رسالتي مع حفاظي على إيماني». كما حضر كمسئول عن منح النبالة في المؤتمر الجمهوري هذا الشهر بشارع لويس. الجمهوريين، بناء على طلب مرشحهم لمنصب الرئيس، حاكم ولاية أوهايو السابق وليام مكينلي، شمل بند رئيسي في برنامجهم الحزبي يدعم المعيار الذهبي. تأثر بريان بشده، بعد اعتماد النظام الأساسي، مما أدى إلى انسحاب كولورادو السناتور هنري ام تيلر من الجمهوريين الداعمة للفضة. يقترح كاتب سيرة بريان، باولو كوليتا، أن بريان ربما لعب دورا في ذكر رحيل الرجال الفضيين. وكان على اتصال وثيق مع الجمهوريين داعمين الفضة مثل الصراف وسناتور داكوتا الجنوبية ريتشارد بيتيجرو. كتب مؤرخ جيمس بارنرز عن إستعدادات باريان:
ففهم مواطنوا نبراسكا الموقف السياسي أفضل من معظم أولئك الذين ربما كانوا خصومه، وقد استفادوا من ذلك بطريقة شرعية ومشرفة افي الظروف القائمة. كان يعلم أن هذا العمل الشاق يمكن أن يحول استياء الناس إلى ثورة ضد أجنحة الذهب في الحزب، ولم تقم أي مجموعة من الأفراد بتجربة أكثر من أي وقت مضى لتحقيق أهدافهم السياسية من الرجال الفضيين في (الحزب الديمقراطي) بين عام 1893 وعام 1896 .شعر بريان بامتلاك القدرة على أن يصبح المرشح قبل عام 1896 بفترة طويلة ؛ وكان طموحه ناضجًا تمامًا قبل عدة أشهر من انعقاد المؤتمر، وهناك دليل على أن آماله أصبحت مشكوكًا فيها بشكل مؤكد قبل أن يغادر إلى شيكاغو. 
في الفترة التي سبقت انعقاد المؤتمر الوطني الديمقراطي، المقرر أن يبدأ في كوليجوم شيكاغو في 7 يوليو 1896، لم يُنظر إلى أي مرشح على أنه المرشح الساحق لترشيح الحزب للرئاسة. المرشحون للرئاسة كانوا أعضاء سابقين في الكونغرس مثل ريتشارد بي بلاند والحاكم السابق وحاكم ولاية ايوا هورسا بويس. «البوليس السري الفضي» والذي يعتبر بلاند واحد من أكبر رجال الدولة لحركة الفضيين؛ كما قام بتنظيم قانون بلاند أليسون عام 1878 ؛ في حين أن انتصارات بويز كحاكم في إحدى الدول الجمهورية عادة جعلته جذابًا كمرشح قد يتنافس مع ماكينلي في الغرب الأوسط المصيري. وكلاهما أعلن صراحة عن ترشحهما، وكانا الديمقراطيين الوحيدين الذين لديهم منظمات تسعى إلى الحصول على مندوبين. لم يكن أي من المرشحين يملك الكثير من المال لإنفاقه على حملته الانتخابية. بالإضافة إلى المتصدرين الأوائل، تحدث الرجال الفضيون الآخرون كمرشحين. وشملت هذه نائب الرئيس أدلاي ستيفنسون من إلينوي، عضو مجلس الشيوخ جوزيف بلاك بيرن من كنتاكي، محافظ إنديانا كلود ماثيوز، وبراين. كان حاكم ولاية إيلينوي ألتجيلد، زعيم حركة الفضة، غير مؤهل لأنه لم يكن مواطناً أمريكي ألأصل كما هو مطلوب للرئاسة في الدستور. عندما انسحب عضو مجلس الشيوخ من المؤتمر الجمهوري احتجاجا على العملة، أصبح على الفور مرشحًا محتملًا آخر للترشيح الديمقراطي للرئاسة. ومع ذلك، فقد اعتبر أنه من غير المرجح أن ينجح، حيث كان العديد من الديمقراطيين يخشون من المنتخبين، فقد يشغلون بعض وظائف المحسوبية مع الجمهوريين. أمضى كليفلاند أسبوعًا في مؤتمر المصايد، ولم يكن لديه تعليق حول الأحداث هناك؛ عالم السياسة ريتشارد بنسل يعزو تقاعس كليفلاند السياسي عن فقدان الرئيس للنفوذ في حزبه.
غادر وفد برايان نبراسكا لينكون بالقطار وذلك في الخامس من يوليو. يحمل القطار ما يقارب لمائتي شخص، كما تحمل عربات القطار الخمس لافتات مثل «و.ج النادي التابع لبراين» و«ابق عينيك على نبراسكا». تتسم استرتيجية براين بالبساطة في محورها فتقوم على الحفاظ على مستوى منخفض كمرشح حتى آخر لحظة ممكنة ثم إلقاء خطابا يجعله يتقدم على كل القوات الفضية ويحقق ترشحه بالنهاية. فكان برايان على ثقة تامة بنجاحة متبنيا فكرة أن «المنطق هو سيد الموقف» وهو ما أدى به إلى اختياره ذلك. وأوضح لشامب كلارك – رئيس مجلس النواب التالي- أن بلاند وآخرون من الولايات الجنوبية بسبب التحيز تجاه الكونفدرالية القديمة، بالٳضافة ٳلى أن بويس لا يمكن ترشيحه لأنه غير معروف سياسيا وكل الآخرين سينتهي بهم الأمر بالفشل وذلك لعدم وجود الدعم الكافي لهم وبذلك ينتهي الأمر بنجاحه وحده.
لاحظت كوليتا المشاكل التي واجهها براين في الحصول على الترشيح وكيف ساعدته قاعدته الجماهيرية في التغلب على غيره من المرشحين : 
كانت المناورة التي رفعت أرباح بريان للأعلى تتلخص في خمسة عشر شهرا من العمل التبشيري لصالح الفضيون وغرس عناصر الوفود التابعة لشيكاغو. وكان بريان على معرفة شخصية بعدد كبير من الوفود فاقت معرفة غيره من المرشحين، وأشرف بريان على تحقق تلك الٳستراتيجية بنفسه. عندما تحدث بريان عن نفسه كمرشح، كان رد فعل البعض اشبه برد فعل الصحفي ويليس جي أبوت كما شكك في صحة قواه العقلية. كيف يمكن لشخص طفولي المظهر- ولم يعترف به المؤتمر بعد- ودون وجود أي دولة تدعمه أن يجرؤ على الترشح؟ وكان الجواب بسيطا، كما قال بريان ل «أبوت»، ٳنه قد أعد خطابا من شأنه أن يحطم الاتفاقية.
أقام بريان في فندق كليفتون هاوس وهو فندق متواضع مجاو لمنزل بالمر الضخم. أعلنت لافتة كبيرة خارج كليفتون هاوس عن وجود مقر وفد نبراسكا، لكنها لم تذكر حملة بريان التي كانت تدار من غرف نبراسكا. غالا متا كانت غرف المرشحين الرئيسيين في مقر بالمر هاوس مزدحمة حيث كانوا يقدمون مشروبات كحولية مجانية. وكان الفندق يقع بمنطقة مختلفة عن تلك التي يقع فيها الكولسيوم والتي تتسم بالجفاف. 
قبل المؤتمر مباشرة قامت الجمعية الوطنية الديمقراطية (دي.أن.سي) بعمل تقارير مبدئية بشأن أيا من تلك الوفود سيحصل على المقاعد. ما أن ينعقد الاجتماع حتى تتخذ الوفود القرار النهائي بعد أن أوصت أوراق اعتماد المؤتمر لجنة وثائق التفويض. وقد أقام المجلس الديقراطي الوطني وفدا منافسا من الذهب في نبراسكا- بعد أن اقترحت السناتور الأمريكي ديفيد ب. هيل كرئيس المؤتمر مؤقتا- وفاز كلا منهما بتصويت 2723 وكان بريان حاضرا عندما أعلن عن النتيجة التي تفيد بأن وفده لن يحصل على المقاعد الأولى. وكما صرحت التقارير فٳن بريان كان «متفاجئ ٳلى حد ما» بشأن النتائج. وطبقا لٳجراء ال (دي.أن.سي) فٳن الوفد التابع لبريان لن يحصل على المقاعد الأولى بالٳضافة ٳلى عدم تقلد بريان منصب الرئيس المؤقت للمؤتمر (الذي سيلقي الخطاب الرئيسي)؛ وبدأ النبراسكي في البحث عن فرص آخرى لٳلقاء خطابا داخل المؤتمر. وقد صرح المؤرخ چايمس بانز أن تصويت ال (دي.أن.سي) لا قيمة له، وذلك لأن بمجرد أن إلتقى أطراف المؤتمر في السابع من يوليو قاموا باختيار الرجل الفضي -عضو مجلس الشيوخ عن ولاية نبراسكا چون دانيال- كرئيس المؤتمر المؤقت. كما قامت بتعيين مجلس لمراجعة أوراق الاعتماد الصديقة للقضية الفضية.